# 兼房
兼房株式会社（かねふさ、英: KANEFUSA CORPORATION）は、愛知県丹羽郡大口町に本社を置く工業用機械刃物専業メーカー最大手。

## 概要
木材加工機用刃物製造を中心に工業用刃物製造・販売を行う企業。明治29年に名古屋で鍛冶業として創業。
マキタ向け電気鉋刃の製造を手掛けたことを切っ掛けに大きく飛躍し、かつてのライバル企業東洋刃物、木村刃物製造等を大きく突き放し、業界トップに立った。
代々娘婿が経営を引継ぐオーナー経営が続いている。そうした血縁関係の微妙さを反映し、筆頭株主・大口興産など株主上位には創業者渡邉家の女性陣が名を連ねている。

## 沿革
- 1896年（明治29年） - 名古屋市中川区西日置町にて鍛冶業を創業。
- 1948年（昭和23年）11月 - 名古屋市熱田区に兼房刃物工業株式会社設立。
- 1990年（平成 2年）4月 - 現社名に変更。本社を現在地に移転。
- 1995年（平成 7年）4月 - 名古屋証券取引所2部に上場。
- 1999年（平成11年）9月 - ISO 9001認証を取得。
- 2003年（平成15年）4月 - 本社工場でISO 14001認証を取得。
- 2006年（平成18年）3月 - 東京証券取引所2部に上場。

## 所在地

### 国内
- 本社・工場（愛知県丹羽郡大口町）
- 中部支社（愛知県名古屋市熱田区）
- 関東支社（埼玉県さいたま市北区）
- 関西支社（大阪府大阪市浪速区）
- 札幌営業所（北海道札幌市中央区）
- 仙台営業所（宮城県仙台市若林区）
- 広島営業所（広島県広島市中区）
- 高松営業所（香川県高松市）
- 福岡営業所（福岡県福岡市博多区）

### 国外
- PT. KANEFUSA INDONESIA (インドネシア)
- KANEFUSA USA, INC.(アメリカ)
- KANEFUSA EUROPE B.V.(オランダ)
- 昆山兼房高科技刀具有限公司(中国)
- KANEFUSA INDIA PRIVATE LIMITED(インド)
- KANEFUSA DO BRASIL LTDA.(ブラジル)
- KANEFUSA MEXICO S.A. DE C.V.(メキシコ)
- KANEFUSA VIETNAM CO., LTD.(ベトナム)